# Les Beaux Malaises (mini-série)
Pour les articles homonymes, voir Les Beaux Malaises (homonymie).
Pour plus de détails, voir Fiche technique et Distribution.
Les Beaux Malaises est une mini-série française réalisée par Éric Lavaine, adaptée de la série originale québécoise Les Beaux Malaises,,

Contrairement à la série québécoise, les quatre épisodes de cette mini-série ont été diffusés sous forme de fiction unitaire (92 minutes), le 4 octobre 2016 sur la chaîne M6.

## Synopsis
Star de l'humour, acteur de comédies à succès, Franck Dubosc l'avoue bien volontiers : il aime bien le fait d'être connu. Les gens sont, en général, beaucoup plus sympathiques. Bien sûr, il y a certaines rencontres qu'il aimerait éviter...
En revanche, pour son entourage, la célébrité ne change pas grand-chose à l'affaire. Pour sa famille, on est monsieur Tout-le-monde avec les mêmes tracas et les mêmes travers : l'usure du couple qu'il forme avec Anne, les relations pas toujours faciles avec ses enfants Emma et Léo, sa mère Monique et ses amis proches.
Avec une jeune journaliste un peu trop belle, avec le psy qui mène sa thérapie de couple, avec son ex qu'il n'a pas revue depuis dix ans ou bien avec le vieil oncle de son épouse, hébergé un temps dans sa belle maison : comme tout le monde, il lui arrive de connaître de vrais moments gênants qui peuvent se transformer en gros malaises...

## Fiche technique
Sauf indication contraire, les informations mentionnées dans cette section peuvent être confirmées par les bases de données cinématographiques IMDb et Allociné,  présentes dans la section « Liens externes ».
- Format : 92 minutes (divisées en 4 parties)
- Réalisateur : Éric Lavaine
- Assistant réalisateur : Rodolphe Kriegel
- Scénaristes : Franck Dubosc, Éric Lavaine
- Bande originale/compositeur : Fabien Cahen
- Producteurs : Stéphane Moatti, Alain Kappauf
- Directeur de production : Raphaël Santarelli
- Société de production : Thalie Images
- Distribution internationale : Encore Television Distribution, Inc
- Chef opérateur : François Hernandez
- Montage : Vincent Zuffranieri
- Casting : Michel Laguens
- Décors : Isabelle Delbecq
- Costumes : Sabrina Riccardi
- Son : Pauline Broquet
- Directeur photo : Tarik Rebeihi
- Maquillage : Émilie Bourdet

## Distribution
- Franck Dubosc : lui-même
- Anne Marivin : Anne
- Aminthe Audiard : Emma
- Antonin Brunelle-Rémy : Léo
- Xavier Mathieu : Christophe
- Sébastien Pierre : Jean-François
- Claudine Vincent : Monique
- Christine Brücher
- Christophe Canard
- Sébastien Castro
- Joséphine Draï
- Constance Labbé
- Sophie Le Tellier
- Claude Lévèque
- Guilaine Londez
- Ariane Mourier
- Dorothée Tavernier
- Tatiana Werner
- Claude Barichasse
- Garlan Le Martelot
- Monique Martial
- Stephen Scardicchio
- Yves-Robert Viala

## Accueil

### Diffusions et audience
En France, le téléfilm, diffusé le 4 octobre 2016 sur sur la chaîne M6, est regardé par 2 647 000 téléspectateurs, soit 11,3% de parts d'audience et se classe quatrième en termes d'audience.

### Accueil critique
- Sur le site Allociné, Les Beaux Malaises obtient une note moyenne de 3,1 sur 5 (3.9 pour la série originale québécoise)
- Sur le site IMDb, Les Beaux Malaises obtient une note moyenne de 6,2 sur 10 (8.2 pour la série originale québécoise)

« Les critiques de la presse concernant Les beaux malaises de M6 sont très positifs : Pour le Parisien, Les beaux Malaises « ne prétendent pas être un festival de vannes expédiées à un train d’enfer. Mais plutôt une tranche de vie douce-amère et quasi documentaire, où l’on sourit souvent, où l’on est touché parfois. Et où l’on réfléchit, surtout à ce que l’on ferait chaque jour, à sa place à lui ».
Pour Télé Loisirs : « Portées par Franck Dubosc, des séquences cocasses et décalées qui s’enchaînent à un bon rythme ». Enfin Télé Star apprécie aussi la série « Cette adaptation de la série québécoise tient la route avec quelques « malaises » bien cocasses même si l’autoparodie de Franck Dubosc manque un peu de mordant ». Quant à Télé 7 jours, les éloges sont au rendez vous pour la comédie « Personnages truculents, dialogues féroces, humour incisif, cette adaptation de la série québécoise particulièrement trash n’a heureusement pas cédé aux sirènes du consensus pour ce prime. Le duo Franck Dubosc – Anne Marivin, lui fait des merveilles » »

— Isabelle Corteilles – Nouveautés-Télé.com, 4 octobre 2016